# Monte Grande
Monte Grande es la ciudad cabecera del partido de Esteban Echeverría, provincia de Buenos Aires, Argentina. Se encuentra a 28 km de la ciudad de Buenos Aires, capital de la República, e integra la zona sur del Gran Buenos Aires.
Tiene 22,57 km². Contaba con 109 644 habitantes (Indec, 2001). Fue fundada el 3 de abril de 1889, por la firma "Coni, Sansisena y Compañía". El trazado del pueblo fue aprobado por el gobernador Máximo Paz y constaba originalmente con 74 manzanas, 54 quintas y 36 chacras.  
Nació perteneciendo al partido de Lomas de Zamora. El 9 de abril de 1913, tras la creación del Partido de Esteban Echeverría, el pueblo de Monte Grande pasó a ser cabecera del mismo. Fue elevado al rango de ciudad por Ley provincial N.º 6.857, promulgada el 13 de noviembre de 1964.
En 2007, la ciudad de Monte Grande limita con las localidades de El Jagüel, Nueve de Abril, Luis Guillón y Canning.
La ciudad también es llamada como la "Ciudad de los árboles" debido a que cada calle de la misma está poblada de árboles y de casas quintas.

## Historia
Recibe su nombre a partir de la colonización española del antiguo pago de los "Montes Grandes", llamado así por ser en parte un sector más elevado que el resto de la llanura pampeana donde crecía un bosque o "monte" de árboles (como los talas y ombúes). Con la distribución de las tierras entre los integrantes de la expedición de Juan de Garay, la zona sur del Riachuelo de los Navíos se divide en cinco chacras y tres estancias. Por herencia, el matrimonio de Mayor Humanes y Molina y de Pedro Gutiérrez recibe una de las chacras a la que bautiza con el nombre de los “Montes Grandes”, por la gran cantidad de talas que existían en la zona.

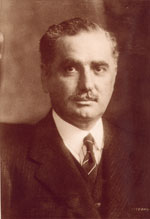
Enrique Santamarina, estanciero y político argentino. Fue el principal impulsor de la autonomía de Monte Grande.

En 1889 la firma "Coni, Sansinena y Cía." (compuesta por el ingeniero Pedro J. Coni, y el empresario Gastón Simón Sansinena) ideó el pueblo como un gran centro manufacturero e industrial. La firma además proyectó los distintos edificios públicos como la Casa municipal, la escuela, la iglesia y la Casa de la Policía. Comenzó por planificar, fuera del ejido de quintas y chacras, una fábrica de ladrillos provista con hornos de fuego continuo y un gran taller mecánico de fundición y construcciones metálicas. 
Se intentó establecer un ramal desde la fábrica de ladrillos hasta la estación del ferrocarril, ubicada detrás de la actual plaza. Se proyectaron barrios o villas de obreros, cómodas, higiénicas y económicas, lo que también incentivaría la radicación de clase obrera en ellos. Para edificar se proponían conseguir los precios más módicos posibles a partir de la acumulación de elementos destinados a la construcción, los que eran adquiridos en grandes cantidades en virtud de obtener los costos más convenientes. El plan se completaba con el establecimiento de un gran mercado, el Bon Marché, que satisfacía los reclamos de las familias.
La región ya había sido destacada a principios del siglo XIX por colonos escoceses, que se radicaron en 1825 por la pradera fértil que todavía era un páramo. Sin embargo la falta de atención y el gran estado de abandono por parte de Lomas de Zamora, generó que en 1911 Enrique Santamarina, Luis Guillón y Herminio Constanzó propusieran la independencia y autonomía de Monte Grande. Tras la promulgación de la ley fundacional en 1913, el pueblo de Monte Grande pasó a ser cabecera del nuevo partido.
La historia de los colonos escoceses de Monte Grande reconoce entre sus ilustres personalidades a John Tweedie –creador del primer parque artificial del país–, los hermanos John y William Parish Robertson y el granjero John Mc Clymont. Sus peripecias se reviven en el Museo Histórico La Campana, lugar donde puede hacerse un repaso cronológico por los orígenes de la región de los Montes Grandes que se remonta a la presencia de los pobladores originarios, los querandíes. Entre las casi 2000 piezas donadas por los vecinos, demanda especial atención un libro que rescata la “Primera y única colonia escocesa formada en Argentina”, escrito en 1925 por Cecilia Grierson, la primera médica del país. Las paredes de ladrillos asentadas en barro también resguardan la cámara fotográfica utilizada por el biólogo Luciano Valette en su expedición a las islas Orcadas en 1904, un trozo del primer alambrado extendido en la Argentina, campanas que señalaban los lotes en venta, los muebles de la primera Intendencia y la imprenta linotípica de Thorsen, que permitió publicar el primer periódico en idioma danés de Latinoamérica.
En 1908 se instala el Frigorífico Monte Grande que será un hito para la ciudad. Actualmente en ese lugar se ubica el Hospital del Bicentenario Luis Federico Leloir. 
En 1977, 16 militantes secuestrados en el centro clandestino de detención El Vesubio fueron trasladados a una casa de Monte Grande y acribillados allí en la madrugada, en lo que se llamó la Masacre de Monte Grande.

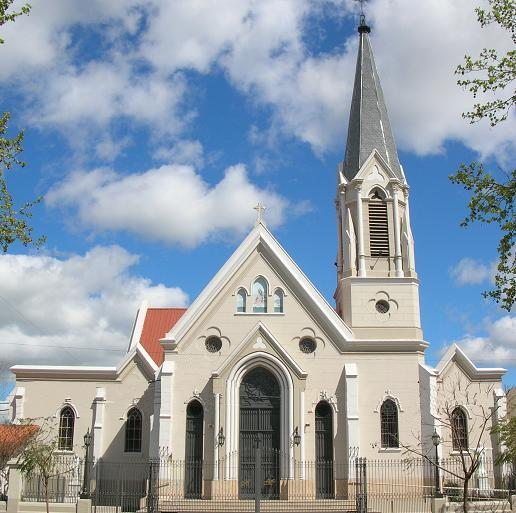
"Inmaculada Concepción de Monte Grande".

## Centros culturales
- Centro Cultural "El Telégrafo", Alem 275
- Centro Cultural Molière, Cursos regulares y talleres, avenida Leandro N. Alem 615
- Club de Autos Clásicos E. Echeverría, Exposiciones de autos y maquetas, bulevar Buenos Aires 791
- El Galpón de la Estación, Máximo Paz 125
- La casona del teatro, Sarmiento 256, monte grande, E. Echeverría
- Centro Cultural "Metamorfosis Suburbana", Un espacio para difundir cultura. Salta 308, 1842 Monte Grande, Buenos Aires
- La Rueca Teatro Alvear y Bv. Buenos Aires, Tel 011-4296-2573

## Educación

### Instituto Superior de formación Docente n.º 35

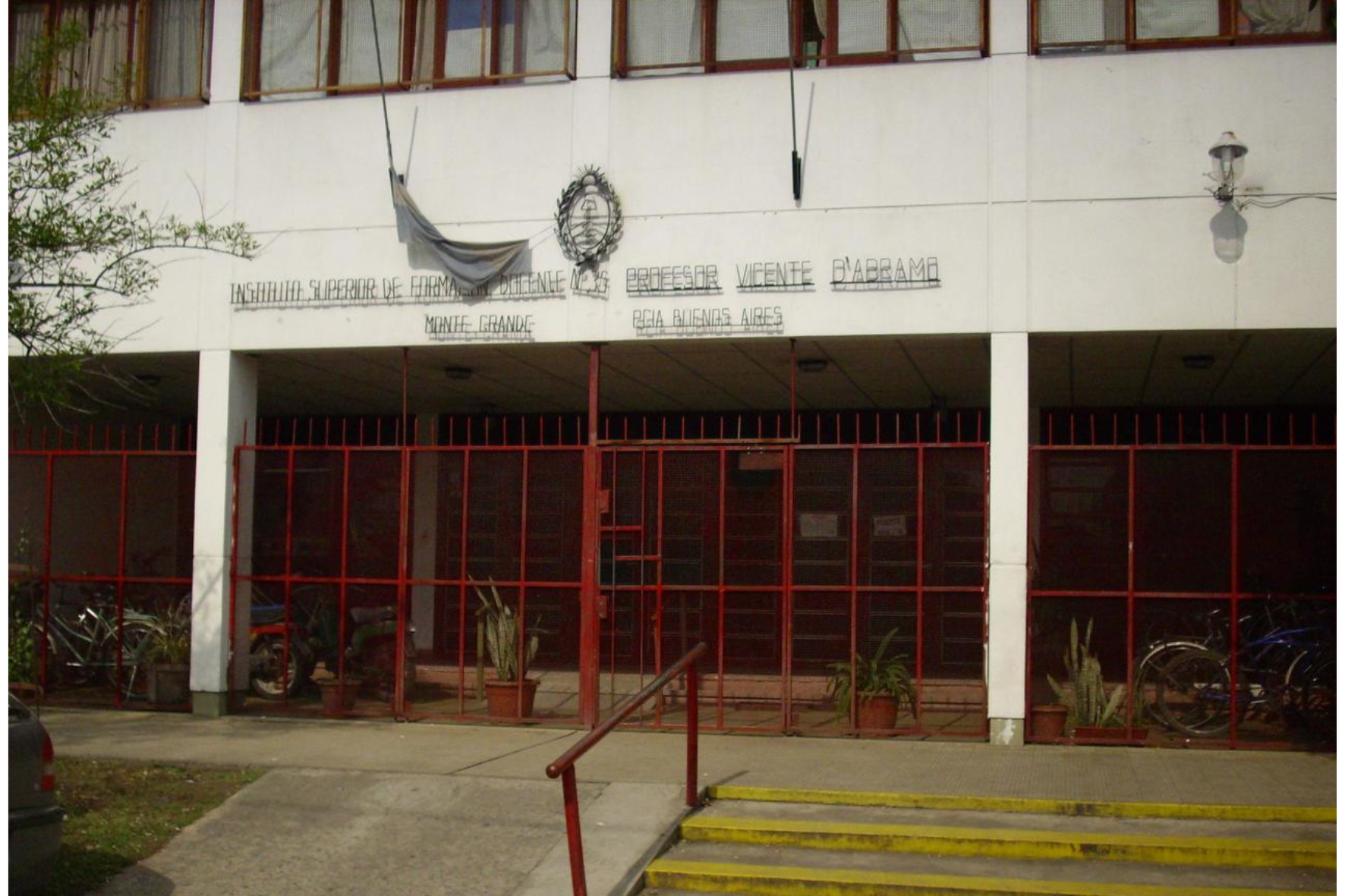
Instituto Superior de Formación Docente y Técnica n.º 35 "Prof. Vicente D'Abramo"

Esta Institución Superior de Formación Docente y Técnica n.º 35 Profesor Vicente D'Abramo está ubicada sobre la calle Amat 279 desde 1984. El primer edificio se situó en la escuela primaria n.º 37 Bernardino Rivadavia, ubicada en la calle Marianao Acosta 299, Monte Grande, hasta 1970. Su segunda ubicación desde 1977 fue en la calle Tte. Origone 361. Este edificio, como otros cascos históricos de la localidad, data del siglo XIX y había sido el casco del campo de la familia Saubidet. También había funcionado el tambo del Dr. Anacleto Rojas, primer odontólogo de Esteban Echeverría.
Biblioteca del Instituto
La biblioteca “Prof. Vicente D’Abramo” se encuentra en el primer piso del edificio. Cuenta en la actualidad con tres bibliotecarios con turnos alternados para cubrir la atención a los usuarios de lunes a sábados en turno mañana, tarde y vespertino.
Colección
Posee una colección centrada íntegramente en educación para las 14 carreras (profesorados y tecnicaturas); además cuenta con un fondo de publicaciones periódicas; mapoteca; literatura infantil y juvenil; juegoteca armada con la colaboración de los estudiantes de la carrera del Profesorado de Educación Inicial, y material en braille obtenido por proyecto de los estudiantes del Profesorado de Educación Especial. Posee material didáctico a disposición de los socios para el acompañamiento a sus prácticas profesionalizantes.
Los materiales son procesados con el Sistema Integral de Gestión Bibliotecario Pérgamo. Este catálogo no está a disposición de los usuarios.
Servicios
Brinda el servicio de préstamos áulicos, a domicilio y en sala; servicio de referencia y de referencia virtual; servicio de préstamo interbibliotecario con el Centro de Investigación e Innovación educativa del distrito.
El acceso a las estanterías es de uso exclusivo de los bibliotecarios siendo de tipo cerrada; posee una pequeña sala de lectura donde se emplaza en su contorno cinco computadoras con acceso a wifi.
Los bibliotecarios disponen de un correo electrónico para realizar el Servicio de Referencia Virtual para la solicitud de material bibliográfico digitalizado, programas de estudio o asesoramiento de diferente índole, y de la página de Facebook donde se publica proyectos realizados, cursos, comunicados en torno a la institución.
Hasta el inicio de la pandemia se utilizó un blog titulado Reservorio Virtual del 35 para que bibliotecarios y profesores puedan publicar documentos y material especializado para las carreras. Allí también se remiten a colecciones digitalizadas, foros de Redes Federales de la Biblioteca Nacional de Maestros, enlaces a las normativas vigentes con relación a la educación como Estatuto Docente y Diseños Curriculares de la provincia de Buenos Aires.

## Transporte
Cuenta con la estación Monte Grande del Ferrocarril Roca, estación intermedia del servicio eléctrico Constitución-Ezeiza.

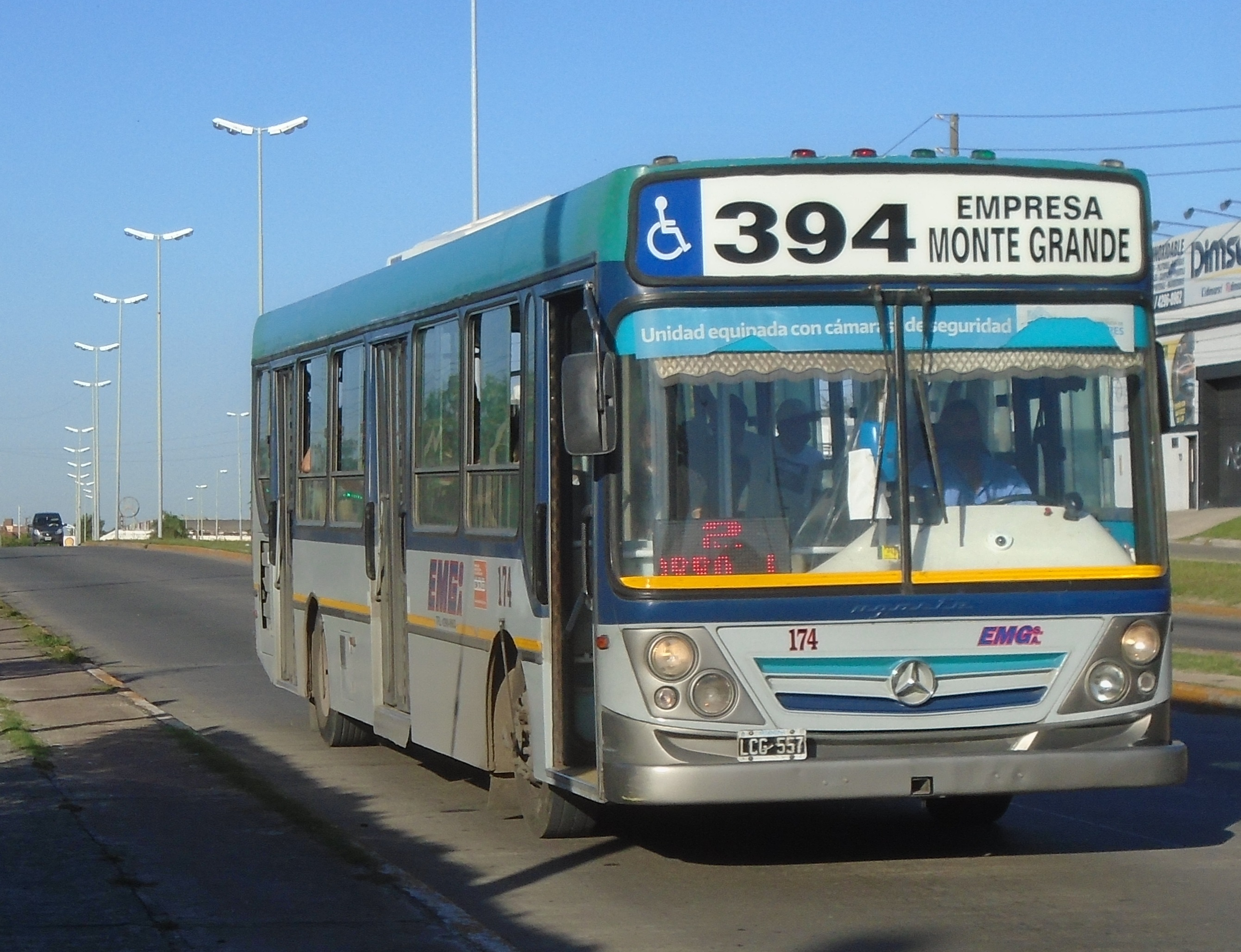
Colectivo de la línea 394 (Empresa Monte Grande).

Es recorrida por las líneas de colectivos 51 164 245 306 318 394 435 501

## Galería de imágenes

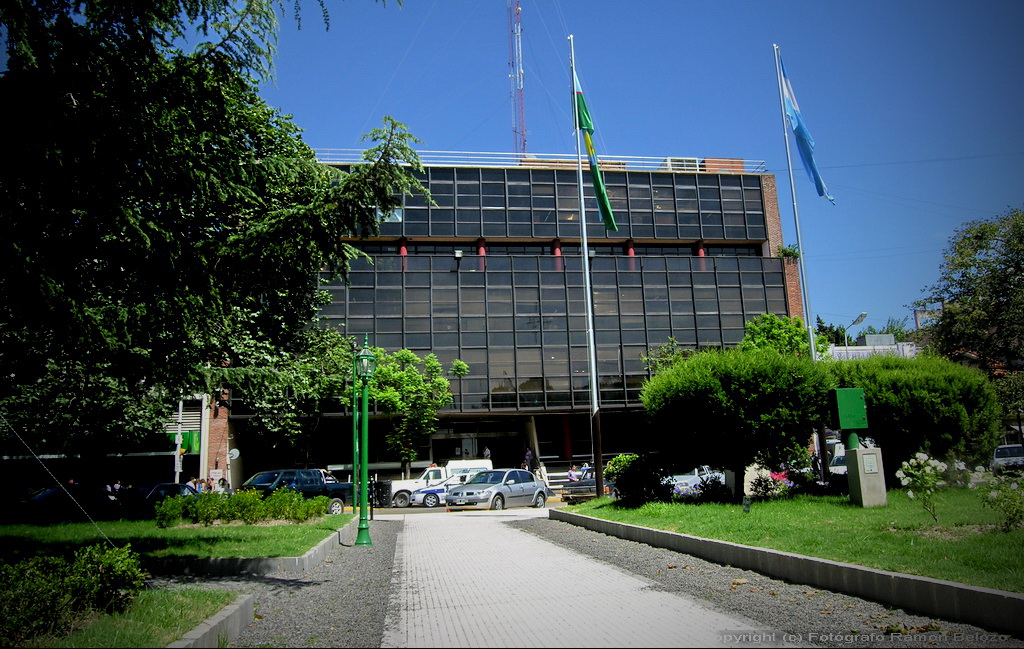
Edificio municipal, vista desde la Plaza Bartolomé Mitre.
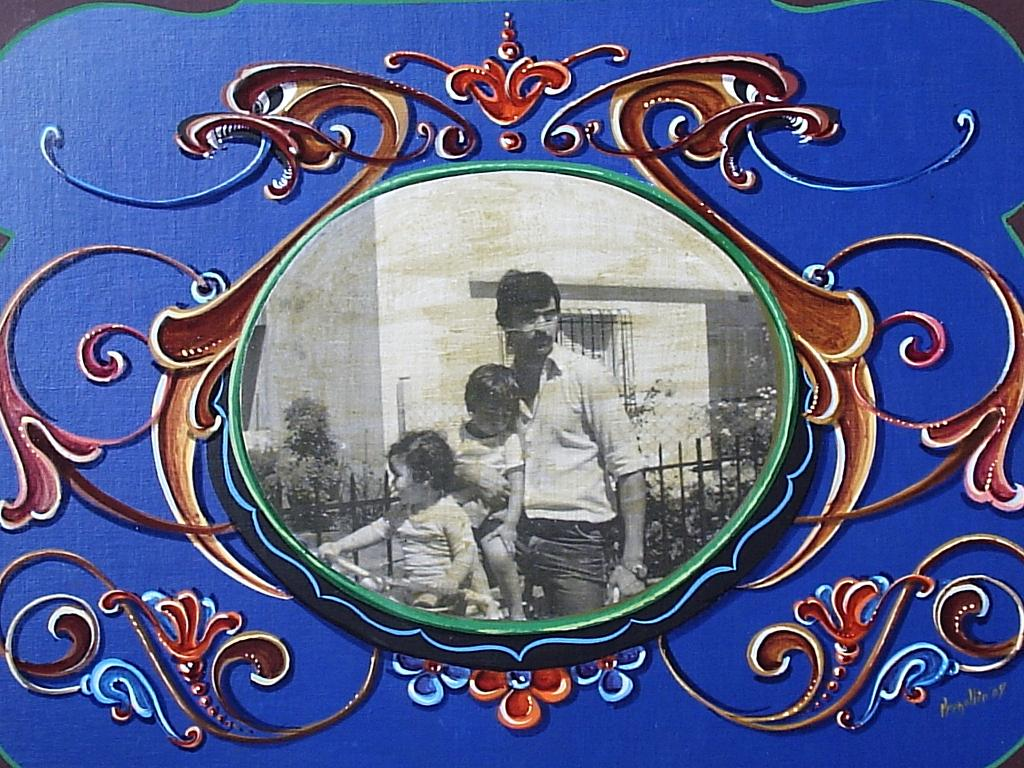
Obra del artista Diego Martín PrenollioFileteado.
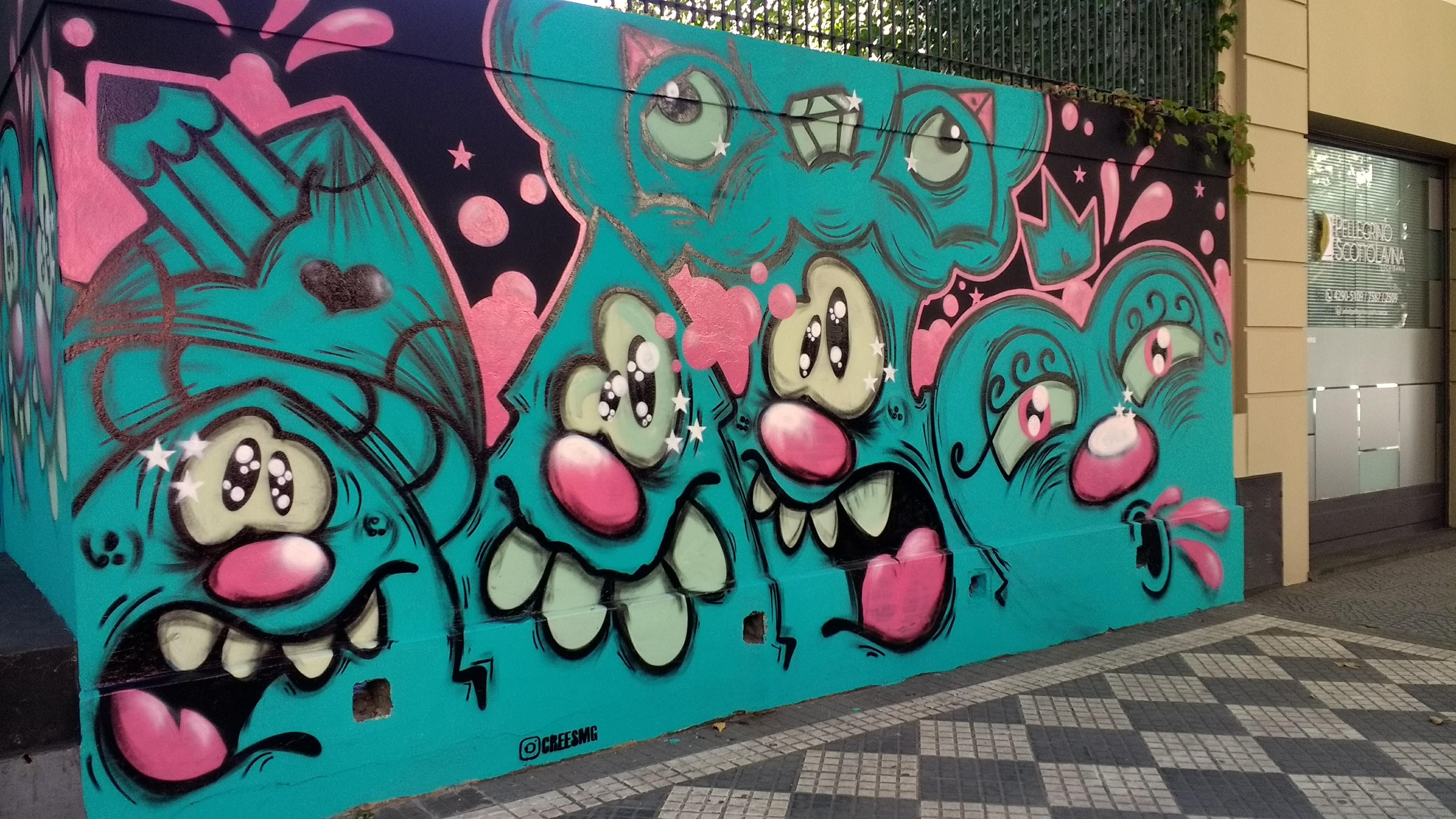
Creesmg Artista local, interviene desde el año 2004 la ciudad de Monte Grande.(Graffiti, street art.) Pintura de murales, arte callejero, intervención en espacios públicos autorizados, cultura urbana.
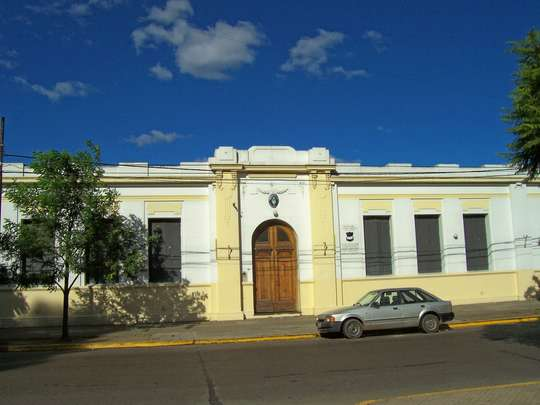
Escuela "Domingo Faustino Sarmiento" 2007.
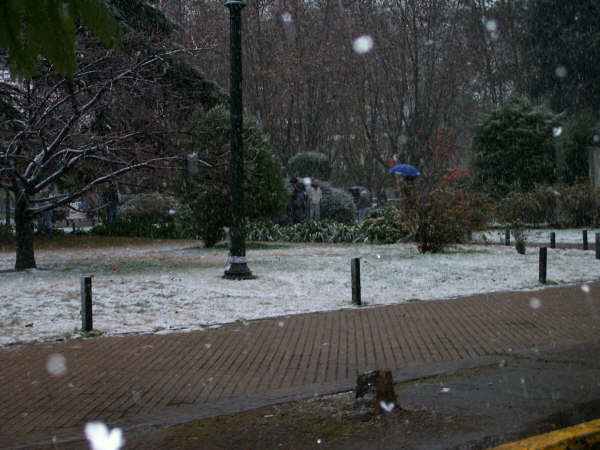
La plaza Mitre el día de la histórica nevada 2007.
Fileteado, obra del artista Diego Martín Prenollio]].
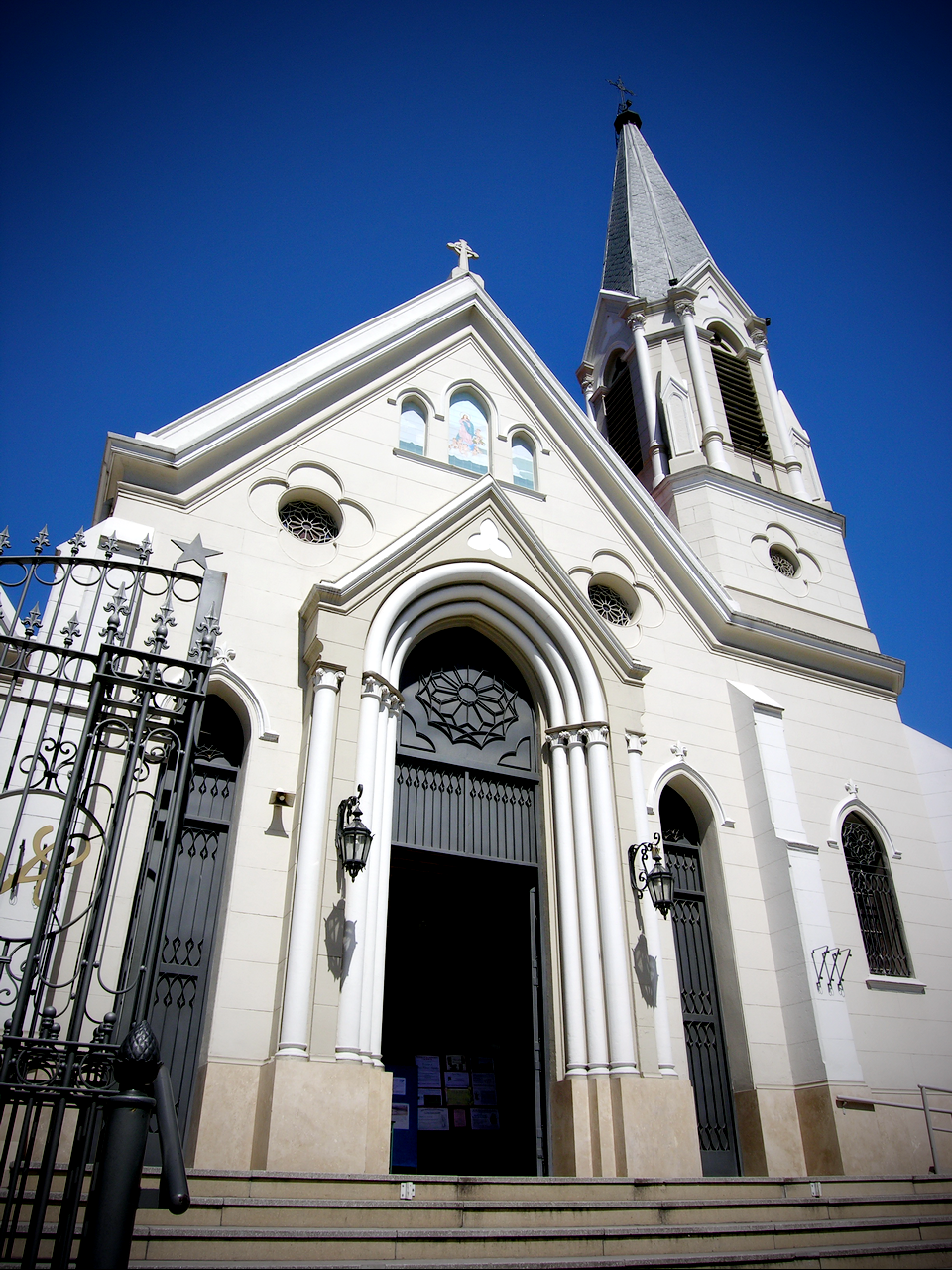
Parroquia Inmaculada Concepción de Monte Grande.
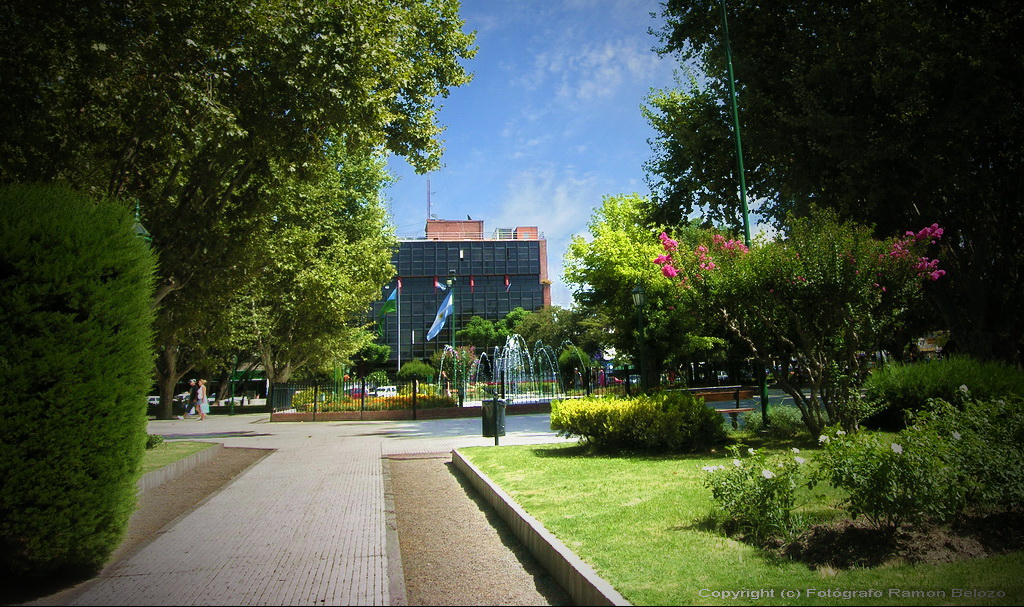
Plaza Bartolomé Mitre, frente al edificio municipal, en el centro de Monte Grande.
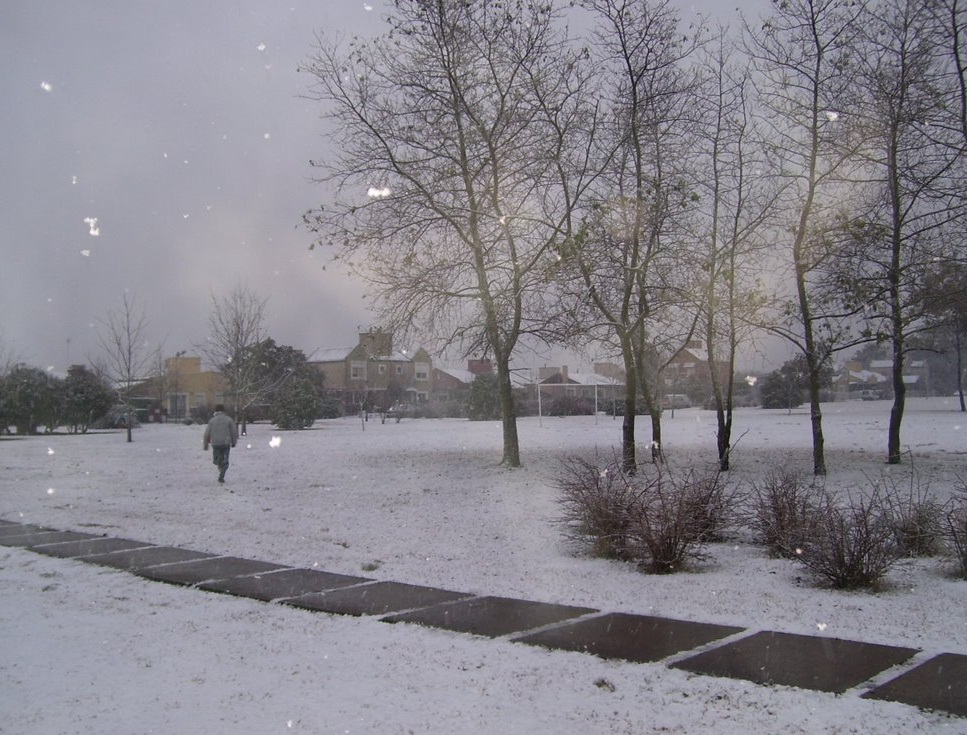
Barrio "Mirasoles", en Monte Grande, cubierto por la histórica nevada el 9 de julio de 2007.